# Georg Geidel
Georg Geidel (* 31. März 1899 in Geringswalde; †  nach 1972) war ein deutscher Gewerkschafter und Politiker. Er war von 1950 bis 1952 Abgeordneter des  Sächsischen Landtags.

## Leben
Geidel besuchte die Volksschule und erlernte den Beruf des Bäckers. Er wurde 1921 Mitglied der Gewerkschaft und 1924 der KPD. Während der Zeit des Nationalsozialismus leistete er illegale Widerstandsarbeit, wurde verhaftet, des Hochverrats angeklagt und eingekerkert.
Nach dem Zweiten Weltkrieg arbeitete er in Böhlitz-Ehrenberg als Heizer. Er wurde Mitglied des FDGB und der SED. Von Oktober 1950 bis Juli 1952 war er mit dem Mandat der VVN Abgeordneter des Sächsischen Landtags. Er wohnte zu dieser Zeit in Chemnitz, Grenzgraben 48. Nach dem Eintritt in die Rente 1964 war er noch etliche Jahre Mitglied der Veteranenkommission der SED-Stadtleitung Karl-Marx-Stadt.